# ادویه و گرگ
ادویه و گرگ (به انگلیسی: Spice and Wolf) ⁪ (狼と香辛料 Ōkami to Kōshinryō) مجموعه لایت ناول ژاپنی نوشته ایسونا هاسکورا با تصویرگری جو یااکورا است که از فوریه ۲۰۰۶ تا کنون ۲۴ جلد منتشر شده است. تا اکتبر ۲۰۰۸، این مجموعه بیش از ۲٫۲ میلیون نسخه از ۹ جلد اول در ژاپن فروخته است. ین پرس لایسنس انتشار به زبان انگلیسی در آمریکای شمالی را دارد و چندین مجموعه اسپین آف از این اثر منتشر شده است.
مانگا اقتباس شده از این اثر در نوامبر ۲۰۰۷ در مجله Dengeki Maoh شروع به انتشار یافت. یک مجموعه تلویزیونی انیمه اقتباسی ۱۲ قسمتی که بین ژانویه و مارس ۲۰۰۸ پخش شد، به علاوه یک قسمت اووی‌ای که در مه ۲۰۰۸ منتشر شد. فصل دوم بین ژوئیه و سپتامبر ۲۰۰۹ و یک قسمت اووی‌ای دیگر در آوریل ۲۰۰۹ به عنوان پیش‌درآمد فصل دوم انیمه منتشر شد. دو رمان تصویری بر اساس این مجموعه برای نینتندو دی‌اس توسط اسکی مدیا ورکس در ژوئن ۲۰۰۸ و سپتامبر ۲۰۰۹ منتشر شدند. یک اقتباس مجموعه تلویزیونی انیمه جدید از ۲ آوریل ۲۰۲۴ به تولیدی استودیو پاشیون منتشر گشت.

## داستان
داستان ادویه و گرگ دربارهٔ یک تاجر سیار ۲۵ ساله به نام کرافت لارنس است که اجناس مختلف را از شهری به شهر دیگر دستفروشی می‌کند تا امرار معاش کند. او به مدت هفت سال در حال سفر است تا با پس‌انداز کردن پول، مغازه خود را راه اندازی کند. یک شب هنگامی که در شهری توقف کرده بود در واگن خود خدایی گرگ مانند به نام هولو را پیدا می‌کند که بیش از ۶۰۰ سال سن دارد. او به جز دم و گوش گرگ، شکل یک دختر ۱۵ ساله را به خود می‌گیرد. هولو خود را الهه خرمن شهر معرفی می‌کند که سال‌ها آن را با برداشت‌های خوب گندم پر برکت نگه داشته است. دلیل دور شدن مردم شهر از حفاظت از هولو و سوق داده شدن به سمت روش‌های خودشان برای افزایش برداشت، هولو انزوا و سرخوردگی فزاینده‌ای را تجربه کرده است به همین خاطر او می‌خواهد به سرزمین مادری خود در شمال به نام Yoitsu برگردد. هولو معتقد است که مردم قبلاً او را ترک کرده‌اند و چون سال‌ها در یک مکان ثابت بوده، می‌خواهد سفر کند تا ببیند جهان چگونه تغییر کرده است. هولو با بستن قراردادی با لارنس او را متقاعد می‌کند که که او را به سمت شهر مادری ش بازگرداند.